# پنجشنبه آخر سال
پنجشنبهٔ آخر سال یکی از مراسم ایرانیان است که طی آن، افراد در آخرین پنجشنبهٔ سال، بر سر مزار درگذشتگان خود حاضر می‌شوند و یاد آنها را گرامی می‌دارند.

## بازگشت فروهرها به زمین
با استناد به متون زرتشتی به نظر میرسد که این رسم فعلی در ادامه آئینهای باستانی ایرانی میباشد. بر پایه دیانت و متون مذهبی زرتشتی، فروهر درگذشتگان در ده روز پایانی سال از آسمان به زمین می آیند و به خانه می روند تا از شادی، راستی، دین داری، برکت و بخشندگی بازماندگان خود خشنود شوند و سپس همزمان با سپیده دم نخستین روز فروردین ماه، به آسمان باز می گردند. در یکی از بخش های اوستا به نام فروردین یشت به بازگشت فروهرها در ده روز پایانی سال، یعنی پیش از پنجه بزرگ(پنج روز آخر سال) یا جشن گاهنبار هَمَس پَت مَیدیم (به معنی برابر شدن روز و شب) ششمین و آخرین گاهنبار سال اشاره شده است. این گاهنبار، پایه تقویم و گاهشماری ایران باستان و تعیین فصول بود.
بندهای ۴۹ تا ۵۲  فروردین یشت متضمن عقیدهٔ قدیمی فرود آمدن فروهرها در پایان سال به خانه‌هایی است که در هنگام حیات صاحب آن بدان تعلق داشته‌است.